# Staples (Minnesota)
Staples è un comune degli Stati Uniti d'America, situato nello Stato del Minnesota, diviso tra la contea di Todd e la contea di Wadena.